# Can Torrent (Sant Esteve de Palautordera)
Can Torrent és una masia de Sant Esteve de Palautordera (Vallès Oriental) inclosa a l'Inventari del Patrimoni Arquitectònic de Catalunya.

## Descripció
Masia amb annexes pel bestiar. Coberta a dues vessants. La façana és una de les parets laterals, molt senzilla, consta de planta baixa i un pis, i també té un subsòl. La façana està arrebossada i bastant transformada, l'entrada és un portal amb arc de mig punt fet amb pedres i maons.

## Història
No se sap amb exactitud la data de construcció, però és possible que sigui una masia del segle xvi o xvii, amb annexes per a les bèsties i lloc per a guardar la collita de l'any. La façana fou transformada i arrebossada l'any 1954. Hi viuen els masovers.